# Woodford Hill
Woodford Hill är en ort i Dominica.   Den ligger i parishen Saint Andrew, i den centrala delen av landet, 30 km norr om huvudstaden Roseau. Woodford Hill ligger 107 meter över havet och antalet invånare är 1 063. Den ligger på ön Dominica.
Terrängen runt Woodford Hill är varierad. Havet är nära Woodford Hill åt nordost.  Närmaste större samhälle är Portsmouth, 14,4 km väster om Woodford Hill.